# Lijst van vrijmetselaars uit Zuid-Afrika
Dit is een lijst van bekende vrijmetselaars uit Zuid-Afrika.
Opmerking vooraf: aangezien er een strikte zwijgplicht bestaat onder logebroeders over alles wat binnen de muren van de zittingen gebeurt en over het lidmaatschap, is het soms moeilijk het lidmaatschap van levende personen te verifiëren.

## B
Pieter Jeremias Blignaut (1841-1909)
Regeringssecretaris van de Oranje Vrijstaat
Johannes Henricus Brand (1823-1888)
4e staatspresident van de Oranje Vrijstaat
Louis Botha (1862-1919)
1e premier van Zuid-Afrika
Pik Botha (1932–2018)
Politicus
Thomas François Burgers (1834-1881)
4e president van de Zuid-Afrikaanse Republiek, lid van de Loge De Vereeniging

## C
Piet Cronjé (1836-1911)
Zuid-Afrikaanse generaal

## J
Petrus Jacobus Joubert (1831-1900)
Zuid-Afrikaanse generaal

## L
Cornelis Jacobus Langenhoven (1873-1932)
Zuid-Afrikaanse dichter, lid van Loge Cango (2088 E.C.)

## M
Jacobus Petrus (Kosie) Marais (1900-1963)
Oprichter en maker van Klipdrift Brandy
Gerard Moerdijk (1890-1958)
Afrikaanse architect, vooral bekend van het Voortrekkermonument

## O
Harry Oppenheimer (1908-2000)
Zuid-Afrikaanse zakenman

## P
Marthinus Wessel Pretorius (1819-1901)
1e president van de Zuid-Afrikaansche Republiek, lid van Loge De Vereeniging
Gustav Preller (1975-1943)
Zuid-Afrikaanse journalist

## R
Francis William Reitz (1844-1934)
5e staatspresident van de Oranje Vrijstaat

## S
W.P. Steenkamp (XXXX-XXXX)
Predikant die kerken oprichtte in Namakwaland

## T
Danie Theron (1872-1900)
militaire leider van het Boerenleger

## V
John Henry baron de Villiers (1842-1914)
Eerste opperrechter van de Unie van Zuid-Afrika
Tielman Johannes de Villiers Roos (1879-1935)
Zuid-Afrikaanse politicus
Andries Gerhardus Visser (1878-1929)
Afrikaanse dichter